# Cò ke lông
Cò ke lông (danh pháp khoa học: Grewia hirsuta) là một loài thực vật có hoa trong họ Cẩm quỳ. Loài này được Vahl mô tả khoa học đầu tiên năm 1790.